# Sudamericano Juvenil de Rugby 1996
El Sudamericano Juvenil de Rugby de 1996 fue la decimotercera edición del torneo y se llevó a cabo en Chile.
Se presentaron 4 selecciones de jugadores menores de 18 años de 4 uniones sudamericanas afiliadas a la Confederación Sudamericana: Argentina, Chile, Paraguay y Uruguay. Los 6 partidos se disputaron en Santiago.

## Equipos participantes
- Selección juvenil de rugby de Argentina (Pumas M18)
- Selección juvenil de rugby de Chile (Cóndores M18)
- Selección juvenil de rugby de Paraguay (Yacarés M18)
- Selección juvenil de rugby de Uruguay (Teros M18)

## Posiciones
| Pos. | Equipo    | Encuentros | Encuentros | Encuentros | Encuentros | Puntos |
| Pos. | Equipo    | jugados    | ganados    | empatados  | perdidos   | Puntos |
| ---- | --------- | ---------- | ---------- | ---------- | ---------- | ------ |
| 1    | Argentina | 3          | 3          | 0          | 0          | 6      |
| 2    | Uruguay   | 3          | 2          | 0          | 1          | 4      |
| 3    | Chile     | 3          | 1          | 0          | 2          | 2      |
| 4    | Paraguay  | 3          | 0          | 0          | 3          | 0      |

Nota: Se otorgan 2 puntos al equipo que gane un partido, 1 al que empate, 0 al que pierda

## Resultados

### Primera Fecha[1]
| 26 de septiembre | Argentina | 136 - 0 | Paraguay | cancha de Old Boys, Santiago, Chile |  |

| 26 de septiembre | Chile | 9 - 16 | Uruguay |  |  |

### Segunda Fecha[2]
| 27 de septiembre | Argentina | 29 - 14 | Uruguay | cancha de Old Boys, Santiago, Chile |  |

| 27 de septiembre | Chile | ganó Chile | Paraguay |  |  |

### Tercera Fecha[3]
| 29 de septiembre | Uruguay | ganó Uruguay | Paraguay |  |  |

| 29 de septiembre | Chile | 7 - 18 | Argentina | cancha de Prince of Wales Country Club, Santiago, Chile |  |

| Bandera de Argentina  |
| Campeón Argentina     |
| Décimo segundo título |